# Cordova (Carolina del Sud)
Cordova és una població dels Estats Units a l'estat de Carolina del Sud. Segons el cens del 2000 tenia 157 habitants.

## Demografia
Segons el cens del 2000, Cordova tenia 157 habitants, 59 habitatges i 47 famílies. La densitat de població era de 134,7 habitants/km².
Dels 59 habitatges en un 49,2% hi vivien nens de menys de 18 anys, en un 62,7% hi vivien parelles casades, en un 15,3% dones solteres, i en un 20,3% no eren unitats familiars. En el 20,3% dels habitatges hi vivien persones soles l'11,9% de les quals corresponia a persones de 65 anys o més que vivien soles. El nombre mitjà de persones vivint en cada habitatge era de 2,66 i el nombre mitjà de persones que vivien en cada família era de 3,06.
Per edats la població es repartia de la següent manera: un 29,3% tenia menys de 18 anys, un 8,9% entre 18 i 24, un 29,9% entre 25 i 44, un 21% de 45 a 60 i un 10,8% 65 anys o més.
L'edat mediana era de 30 anys. Per cada 100 dones de 18 o més anys hi havia 82 homes.
La renda mediana per habitatge era de 43.125 $ i la renda mediana per família de 46.875 $. Els homes tenien una renda mediana de 36.750 $ mentre que les dones 25.000 $. La renda per capita de la població era de 18.332 $. Entorn del 15,8% de les famílies i el 18,2% de la població estaven per davall del llindar de pobresa.

## Poblacions més properes
El següent diagrama mostra les poblacions més properes.